# Luc Palun
Pour les articles homonymes, voir Palun.
 (juin 2024).
Si vous disposez d'ouvrages ou d'articles de référence ou si vous connaissez des sites web de qualité traitant du thème abordé ici, merci de compléter l'article en donnant les références utiles à sa vérifiabilité et en les liant à la section « Notes et références ».
Luc Palun est un acteur français né le 21 septembre 1961 à Ollioules.

## Filmographie

### Cinéma

#### Longs métrages
- 1991 : Transit de René Allio
- 1991 : Sushi Sushi de Laurent Perrin
- 1991 : Le Fils du Mékong de François Leterrier : Albert
- 1992 : Les Nuits fauves de Cyril Collard
- 1993 : Pétain de Jean Marbœuf : député du sud-ouest
- 1993 : Les Ténors de Francis de Gueltzl : Millon
- 1993 : Les Braqueuses de Jean-Paul Salomé : le brigadier
- 1994 : L.627 de Bertrand Tavernier : brigadier
- 1994 : Le Parfum d'Yvonne de Patrice Leconte : Jacky
- 1994 : Neuf Mois de Patrick Braoudé : le peintre
- 1994 : Le Mangeur de lune de Dai Sijie: le contrôleur du train
- 1995 : Raï de Thomas Gilou
- 1995 : Les Milles de Sébastien Grall : gendarme mairie
- 1997 : Tout doit disparaître de Philippe Muyl : Bernard
- 1997 : Le Bossu de Philippe de Broca
- 1999 : La Fille sur le pont de Patrice Leconte : stage manager
- 1999: Méditerranées de Philippe Bérenger : Georges
- 2000 : Les Acteurs de Bertrand Blier : l'homme bousculé
- 2000 : On fait comme on a dit de Philippe Bérenger : Gambrini
- 2000 : Deuxième Vie de Patrick Braoudé : gardien du cimetière
- 2000: Stand-by de Roch Stéphanik : le caissier bureau de change
- 2001 : Le Fabuleux Destin d'Amélie Poulain de Jean-Pierre Jeunet : l'épicier d'Amandine
- 2001 : Un aller simple de Laurent Heynemann : policier
- 2001 : Voyance et Manigance d'Éric Fourniols : le patron du PMU
- 2002 : Se souvenir des belles choses de Zabou Breitman : Guilloux
- 2003 : Travail d'Arabe de Christian Philibert : le fils de Mme Leguay
- 2003 : Les Côtelettes de Bertrand Blier : infirmier
- 2004 : Albert est méchant d'Hervé Palud : le chef de la brasserie
- 2004 : L'Enquête corse d'Alain Berberian : indépendantiste Canal Inattendu
- 2005 : Boudu de Gérard Jugnot : le fromager
- 2007 : Les Vacances de Mr. Bean de Steve Bendelack : businessman dans le train
- 2008 : Leur morale... et la nôtre de Florence Quentin : Monsieur Chiffon
- 2008 : Parlez-moi de la pluie d'Agnès Jaoui : Didier
- 2009 : Le Roi de l'évasion d'Alain Guiraudie : Daniel Durandot
- 2009 : Julie et Julia de Nora Ephron : vendeur de châtaignes
- 2010 : L'Immortel de Richard Berry : Pascal Vasetto
- 2010 : Au fond des bois de Benoît Jacquot : Coudroyer
- 2010 : Camping 2 de Fabien Onteniente : adjudant péage
- 2011 : Tu seras mon fils de Gilles Legrand : le vendeur machine de tri
- 2012 : Turf de Fabien Onteniente : jardinier Villa Berretta
- 2012 : Associés contre le crime de Pascal Thomas : gendarme
- 2013 : Vive la France de Michaël Youn : patron bar Marseille
- 2015 : Un village presque parfait de Stéphane Meunier : Esteban
- 2016 : Camping 3 de Fabien Onteniente : le campeur jovial
- 2016 : Cézanne et moi de Danièle Thompson : le maire
- 2017 : Un sac de billes de Christian Duguay : l'homme patibulaire
- 2017 : Si tu voyais son cœur de Joan Chemla : Martinez
- 2018 : Paul Sanchez est revenu ! de Patricia Mazuy : le patron du garage
- 2020 : Divorce Club de Michaël Youn : curé
- 2020 : Antoinette dans les Cévennes de Caroline Vignal : André Barascut
- 2020 : Poly de Nicolas Vanier : gendarme
- 2022 : Le Temps des secrets de Christophe Barratier : Pujol
- 2024 : Bergers de Sophie Deraspe : le joueur de pétanque
- 2025 : Fanon de Jean-Claude Barny : Albert
- 2025 : Valensole 1965 de Dominique Filhol : le gendarme Michaud

#### Court métrage
- 1989 : Ce qui me meut de Cédric Klapisch

### Télévision

#### Séries télévisées
- 1990 : Les Cinq Dernières Minutes, épisode Chiens de sang : inspecteur Bramiche
- 1993 : Julie Lescaut, épisode Harcèlements de Caroline Huppert : le gardien
- 1995 : L'Instit, épisode Le crime de Valentin de Christian Faure : gendarme
- 1996 : Les Mercredis de la vie, épisode Grossesse nerveuse : le gardien de la fourrière
- 1997 : Un homme en colère, épisode pilote : gendarme
- 1999 : Les Duettistes, épisode Une dette mortelle : Garcin
- 2000 : PJ, épisodes Non assistance à personne en danger et Légitime défense : l'oncle de Chloé
- 2004 : Joséphine, ange gardien, épisode Tous en chœur : Richard
- 2006-2016 : Les Enquêtes du commissaire Laviolette :  adjudant Martial Joubert
- 2006 : Le Tuteur, épisode Mère à 14 ans : Béranger
- 2006 : Les Bleus : Premiers pas dans la police, épisode pilote : commissaire
- 2007 : Sœur Thérèse.com, épisode Tombé du ciel : Marc Figeac
- 2008 : Merci, les enfants vont bien, saison 3 : commissaire
- 2012 : Enquêtes réservées, épisode La mort au compteur : forestier
- 2016 : Deux flics sur les docks de Edwin Baily
- 2018 : Tandem, épisode Instinct de survie : l'homme au fusil
- 2024 : Carpe Diem de Pierre Isoard : Régis
- 2025 : Cimetière indien de Stéphane Demoustier et Farid Bentoumi : Minassian

#### Téléfilms
- 1994 : Le Paradis absolument de Patrick Volson : agent de police
- 1994 : Éclats de famille de Didier Grousset : client des cuisines
- 1994 : Aime-toi toujours de Michaël Perrotta : policier
- 1996 : Belle Époque de Gavin Millar
- 1996 : Le poteau d'Aldo de Didier Grousset
- 1996 : Tendre piège de Serge Moati : chauffeur de taxi
- 1996 : La Rançon du chien de Peter Kassovitz : Molinier
- 1996 : La Guerre des poux de Jean-Luc Trotignon : Bihan
- 1997 : Un printemps de chien d'Alain Tasma : Alain
- 1998 : This Could Be the Last Time de Gavin Millar : chauffeur de taxi
- 1998 : Jeanne et le loup de Laurent Jaoui : partenaire no 2
- 1999 : Le Matador de Michel Vianey : Lucien
- 2001 : Rastignac ou les Ambitieux d'Alain Tasma : Marcel Régie
- 2001 : Permission moisson de Didier Grousset : Adrien Foulque
- 2002 : Notes sur le rire de Daniel Losset : policier bègue
- 2002 : Haute Pierre de Jean-Yves Pitoun : médecin
- 2003 : Mata Hari, la vraie histoire d'Alain Tasma : le commissaire Priolet
- 2003 : À cran d'Alain Tasma : Pierre
- 2005 : Vous êtes libre ? de Pierre Joassin : Maurice
- 2005 : Procès de famille d'Alain Tasma : 'orbert
- 2005 : Nuit noire, 17 octobre 1961 d'Alain Tasma : Monsieur René
- 2007 : Bac +70 de Laurent Lévy : Marcel
- 2008 : Elles et moi de Bernard Stora : Paul Brunetti
- 2008 : Terre de lumière de Stéphane Kurc : gendarme Mougins
- 2011 : Vieilles Canailles d'Arnaud Sélignac : 'aître Delassus
- 2014 : La Dernière Échappée de Fabien Onteniente : vendeur de vélos
- 2015 : Un parfum de sang de Pierre Lacan : le juge d'instruction
- 2016 : La Loi de Christophe de Jacques Malaterre : Frédéric Brugier

## Théâtre
- 2025 : La Trilogie marseillaise : César, Marius,Fanny de Marcel Pagnol, mise en scène Jean-Claude Baudracco, tournée